# سويطاء جويونية
سويطاء جويونية (الاسم العلمي: Neocallimastix joyonii) هي نوع من الفطريات تتبع جنس السويطاء من الفصيلة السويطية